# إميل ليندغرين
إميل ليندغرين (بالسويدية: Emil Lindgren)‏ هو دراج سويدي، ولد في 4 مايو 1985 في فالون في السويد.

## وصلات خارجية
- الموقع الرسمي
- إميل ليندغرين على موقع أرشيف الدراجات (الإنجليزية)
- إميل ليندغرين على موقع إحصائيات الدراجات الإحترافية (الإنجليزية)
- إميل ليندغرين على موقع MTB Data (الإنجليزية)
- إميل ليندغرين على موقع أوليمبيديا (الإنجليزية)
- إميل ليندغرين على موقع اللجنة الأولمبية السويدية (السويدية)